# Senderismo

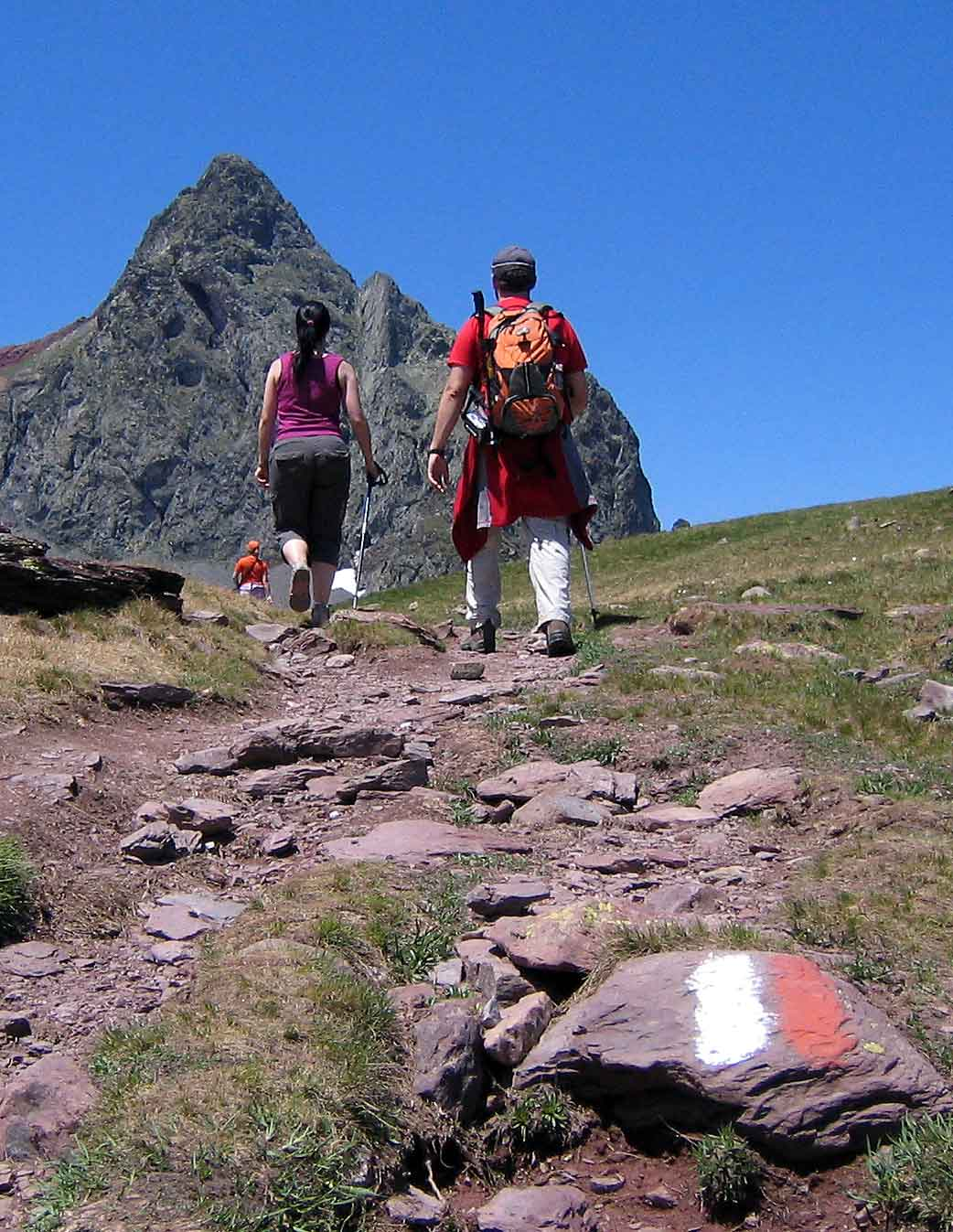
Senderismo en los Pirineos españoles, por el GR-11, en las proximidades del pico Anayet.

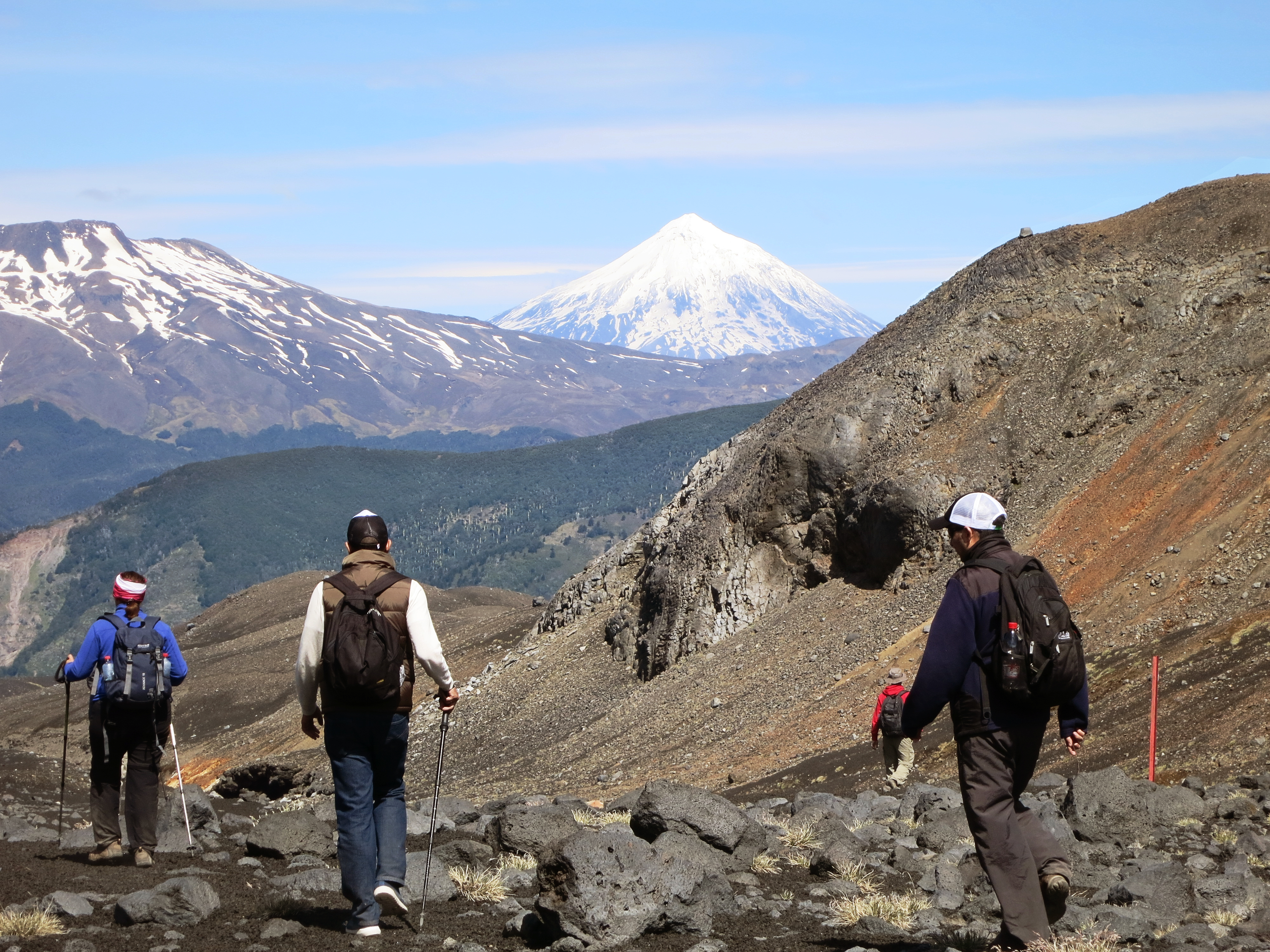
Trecking Volcán Villarrica.

El senderismo es una actividad deportiva no competitiva que consiste en caminar siguiendo un itinerario determinado. Se acostumbra a realizar en  senderos balizados y homologados por el organismo competente de cada país, pero también por sendas, caminos rurales y vías verdes sin homologar.  
El senderismo busca acercar a las personas al medio natural y al conocimiento de la zona a través del patrimonio y los elementos etnográficos y culturales tradicionales, utilizando especialmente senderos de tierra, antiguos caminos de herradura y carreteros, cañadas y caminos reales, caminos forestales y otros, evitando en lo posible el tránsito a través de rutas asfaltadas u hormigonadas. El senderismo constituye una simbiosis entre deporte, cultura y medio ambiente.
Aunque sin carácter competitivo, el senderismo cuenta en ocasiones con eventos deportivos con clasificaciones por orden de llegada o por número de caminatas finalizadas como, por ejemplo, la Copa Catalana de Caminatas de Resistencia, disputada en Cataluña, España.

## Diferenciación de otras disciplinas

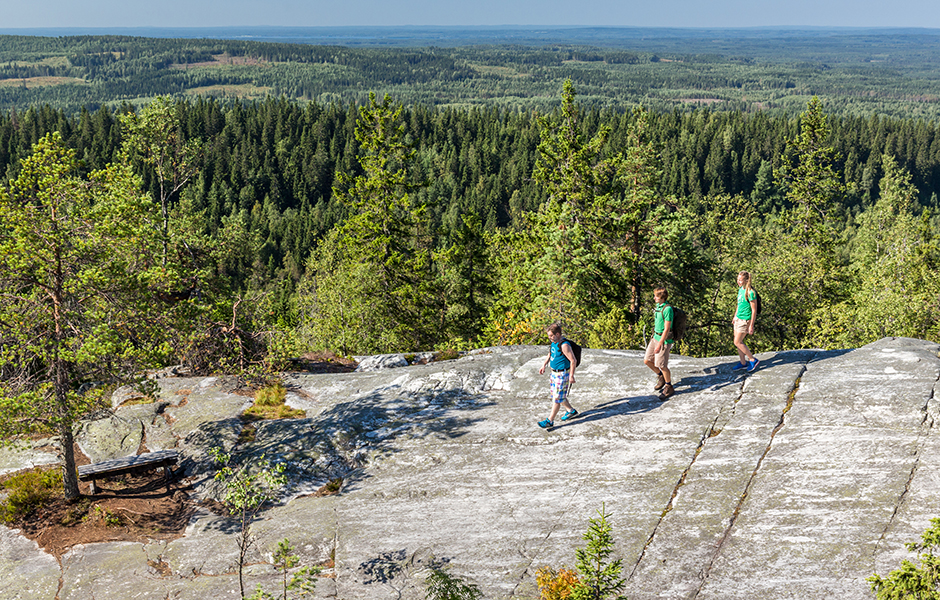
Gente de senderismo en el Parque nacional de Koli en Finlandia.

El senderismo es una actividad que puede confundirse con el excursionismo. Según se desprende de la extensa literatura sobre deportes al aire libre, el excursionismo sería la disciplina más cercana y precursora del senderismo, aunque a diferencia de este, discurre por senderos no balizados y, por tanto, no cuenta con las garantías de seguridad y calidad que proporcionan los senderos homologados. En la mayoría de ocasiones, la actividad suele desarrollarse durante un mismo día.
El excursionismo (o trekking) puede definirse como una modalidad deportiva no competitiva que consiste en recorrer de forma autónoma, generalmente a pie, parajes aislados generalmente con dificultad de tránsito, tales como zonas montañosas o lugares remotos sin senderos. Trek es un anglicismo originado en Sudáfrica y se utiliza para describir la realización de un viaje más largo y complicado. Es una palabra que comenzó a usarse en los años ochenta por los alpinistas que viajaban al Himalaya o a los Andes para definir las largas marchas de aproximación a la base de las montañas a las que pensaban ascender.

## El sendero homologado

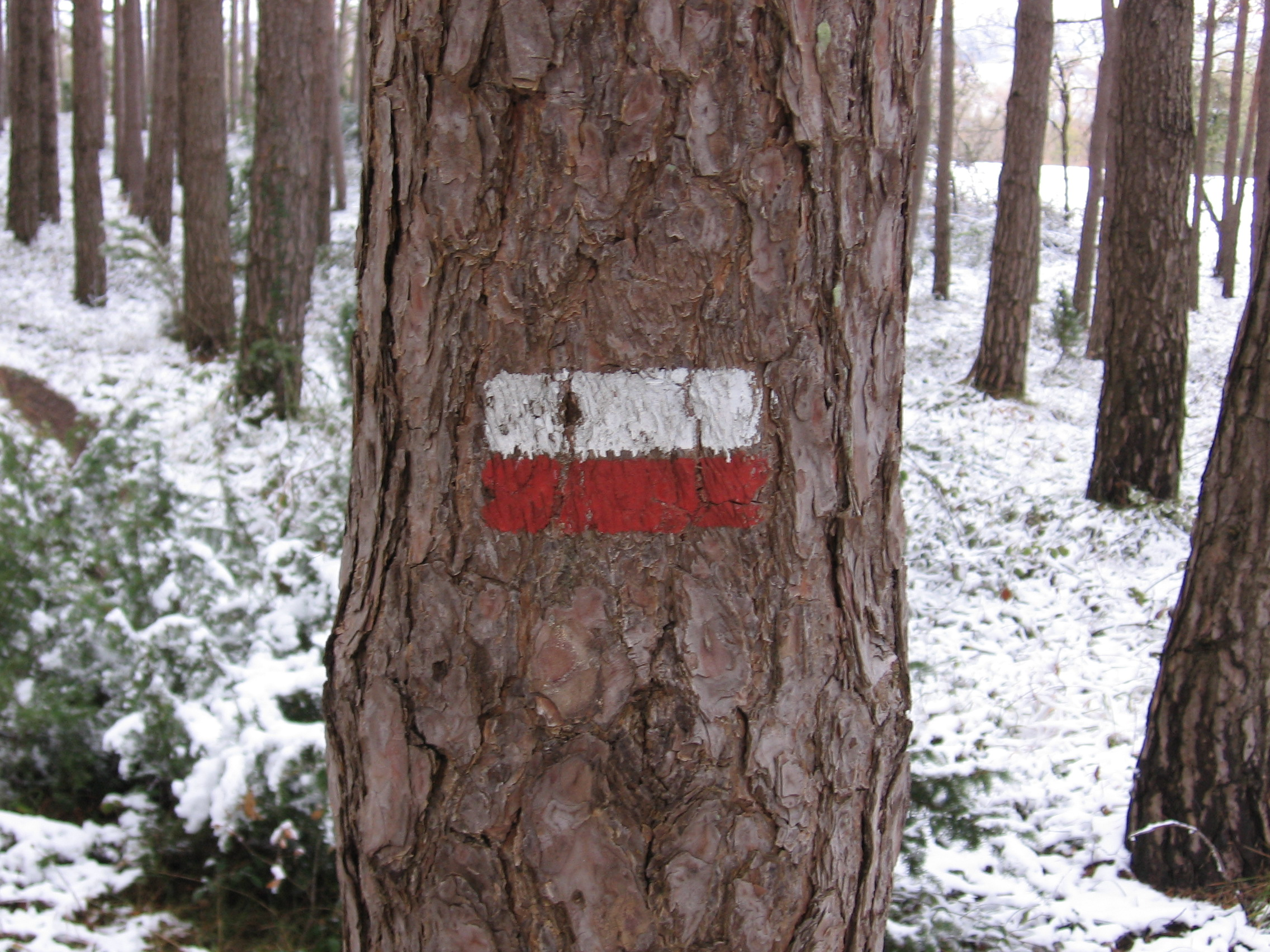
Marca en el tronco de un árbol de un GR.

Un sendero homologado es una instalación deportiva, identificada por un código de marcas patentado, que se desarrolla preferentemente en el medio natural y sobre viales tradicionales, y que cuenta con el visto bueno del organismo competente al cumplir los requisitos exigidos por la legislación de cada país. Su fin es facilitar al caminante su recorrido con seguridad y calidad.
El hecho de estar homologado implica que el sendero se encuentra señalizado con un sistema de marcas, que cuenta con una topoguía descriptiva, que existe un compromiso de mantenimiento por parte del promotor y que cumple los requisitos establecidos por el organismo competente en cada país.
En principio, las características que pueden esperarse de un sendero homologado son las siguientes:
- Ser apto para la gran mayoría de la población.
- Ser transitable durante todo el año.
- La utilización y recuperación de antiguos viales de comunicación (viejos caminos de herradura y caminos carreteros) frente a viales modernos.
- Tener interés paisajístico, histórico, etnográfico o medioambiental.
- Fomentar la actividad senderista de una zona.
- No tener grandes desniveles durante tramos prolongados y evitar la ascensión a cimas montañosas.
- No transitar por tramos con tráfico rodado o zonas que en condiciones normales presenten algún riesgo.
- No precisar para su recorrido de conocimientos, técnicas o materiales especiales.
- Estar señalizado suficientemente con el sistema oficial de cada país.
- Contar con una topoguía descriptiva del itinerario, así como de los valores ambientales, paisajísticos, culturales y etnográficos del recorrido.

## La señalización

Señalización correspondiente a Senderos de Gran Recorrido en España y Francia.

Señalización correspondiente a Senderos de Pequeño Recorrido en España. En Francia se prescinde de la franja blanca.

Los diferentes tipos de senderos se encuentran balizados mediante un código de marcas diferente según el tipo de sendero y el país en el que se encuentre. A pesar de tal diversidad de marcas, todas ellas señalizan el recorrido del sendero cumpliendo las directrices establecidas por la Asociación Europea de Senderismo. Dichas directrices fueron establecidas en la 1.ª Conferencia Europea en Marcaje de Senderos, organizada por dicho organismo, y celebrada entre el 28 de abril y el 2 de mayo de 2004 en Bechyne (República Checa). Dicho acontecimiento reunió a 24 organismos nacionales de senderismo de 17 países europeos, representando todos ellos a más de 5 millones de senderistas europeos.
En la Declaración de Bechyne se acordaron unas directrices comunes que dotaran de coherencia a la red de senderos europeos, pero no se creó un código común de marcas para todos los países. Los diferentes códigos de señalización existentes en las diferentes partes de Europa hacen que dicho objetivo sea difícil de conseguir y se dictaminó que la imposición de un sistema de marcas común sería un acto perjudicial para el senderismo, debido a las consecuencias que podría acarrear, tales como la creación de costes económicos a las diferentes asociaciones, la pérdida de voluntarios, confusión y la pérdida de la identidad histórica creada por los sistemas tradicionales de marcaje. En su lugar se acordó que la diversidad de sistemas de marcaje no era obstáculo para la movilidad de los senderistas a través de los diferentes territorios, siempre que el cambio de sistema de marcaje sea notificado e informado al senderista siempre que éste se produzca.

## Equipamiento del senderista
El senderista se vale de una vestimenta particular además de un conjunto de accesorios y artefactos conocidos como equipo. Si bien el senderismo puede variar mucho por el tipo de recorrido, se describe la vestimenta y el equipo general necesario para recorrer un sendero de media o larga distancia.
Un aspecto muy importante en el senderismo es el peso del equipamiento. Se buscan objetos útiles y portátiles, del menor peso y volumen posible.

### Alimentación
- Bebida: es indispensable un recipiente para llevar agua y beber cuando se necesite. En algunos itinerarios es fundamental también llevar pastillas potabilizadoras y/o un buen filtro de agua, a fin de poder captarla en pequeños torrentes o manantiales, sin riesgo de contaminación por la presencia de ganado y animales salvajes.
- Comida: si no es probable encontrar donde abastecerse de alimentos; además, en caso de retrasarse o perderse es importante contar con algo de comida. Es muy útil la conocida dieta de los pastores (principalmente queso, embutidos y pan), pero también vale la pena llevar algo de fruta y alimentos energéticos como chocolate, frutos secos o barras de cereales, ya que proporcionan bastante energía ocupando muy poco espacio y peso.

### Vestimenta

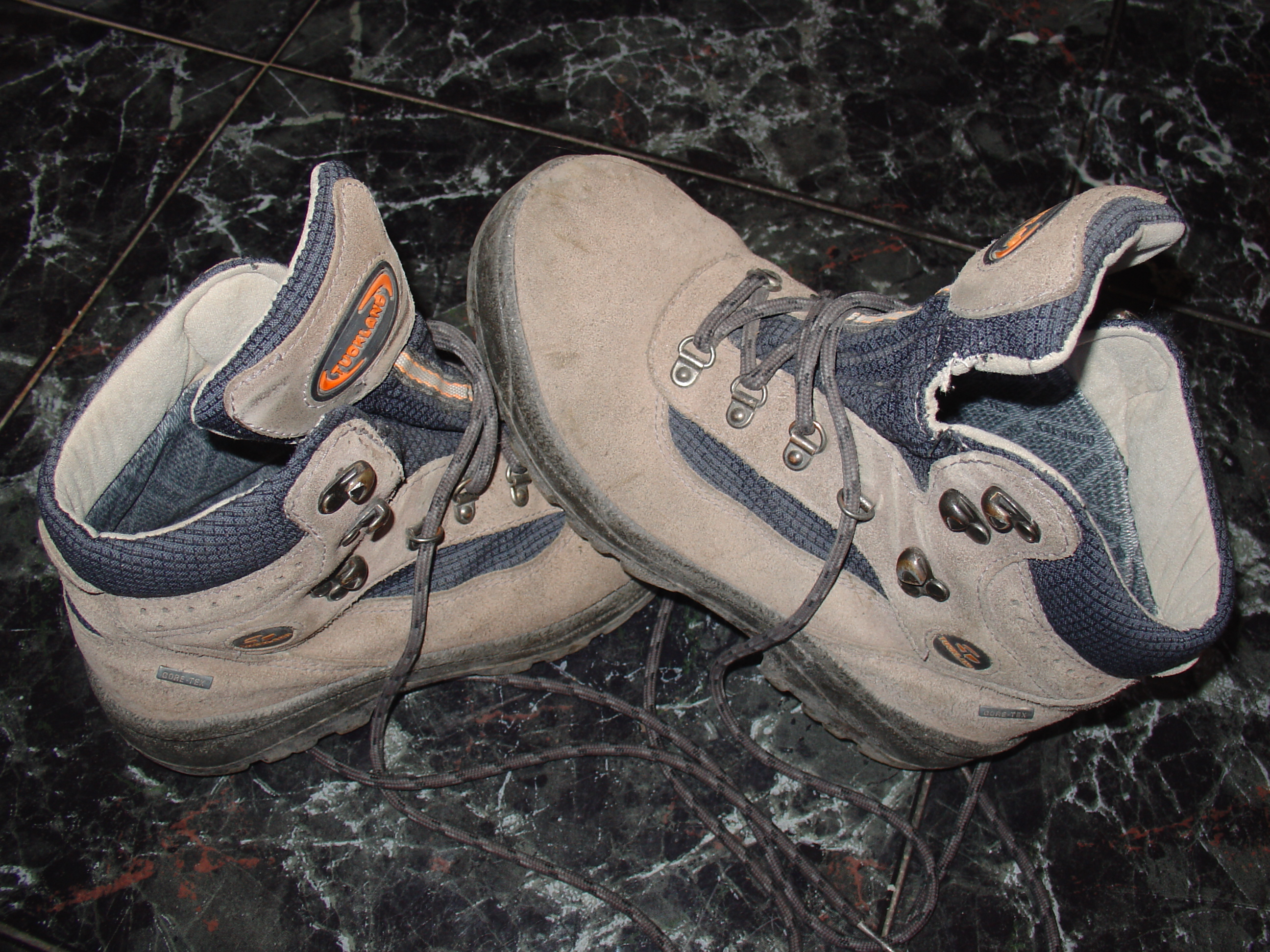
Botas de calidad de montaña son indispensables para prevenir resbalones y problemas lumbares.

Esta debe de ser adecuada al medio o los medios por los que se va a transitar. Por regla general debe seguir la teoría de capas cuyos elementos son:
- Calzado: Lo más común son unas botas bajas con el fin de que protejan de las torceduras de tobillos, con suela antideslizante y que sean cómodas.
- Ropa: Adecuada al clima y al lugar que se visitará. Siempre es mejor pantalones largos y prendas de manga larga para protegernos de los rayos solares, plantas y picaduras leves. Y dependiendo del lugar, una chaqueta que corte el viento y sea impermeable para protegernos de las inclemencias ocasionales del tiempo.
- Sombrero y gafas: Cuando sea necesario un sombrero, que es siempre mejor que la gorra, para protegernos del sol o la lluvia.
- Pañuelo: un pañuelo de cierto tamaño, aproximadamente del que se usa para taparse la cabeza, puede ser muy útil como para mojar y refrescar a alguien que se ha desmayado por un golpe de calor, para recoger frutos silvestres si no llevamos bolsa, para taponar una herida, realizar una inmovilización en caso de lesión de articulación o fractura, aplicar un torniquete, etc.

### Accesorios básicos
Equipo básico indispensable para un senderista:
- Bastón de caminata: de aluminio, madera o bambú. Generalmente se utilizan unos muy parecidos a los de esquí, pero con la diferencia de que se les coloca en el extremo una roseta de mayor tamaño, lo que proporciona mayor estabilidad y agarre, además de proteger de posibles lesiones.
- Mochila: de tamaño y con características de acuerdo a la duración de la excursión y al equipo que se portará, el clima y la comodidad. Una mochila de senderismo debe ser de calidad para que resista el maltrato y el esfuerzo propio de la actividad, y de preferencia impermeable. Debe poder sujetarse a la espalda dejando las manos totalmente libres. Además, es muy conveniente que tenga ajuste de cintura y de pecho para acomodarse totalmente al cuerpo y evitar que con el movimiento propio de la actividad se golpee o estorbe. Las correas deben ser anchas y algo rígidas. Asimismo, la mochila puede portar un depósito de agua con un tubo para hidratarnos en el camino.
- Navaja: muy útil en diversas situaciones a lo largo de la actividad (se recomienda llevar una navaja que se cierre y se abra bien, tipo navaja suiza, que tenga buen filo y un seguro resistente). La navaja debe tener al menos 100 mm de largo en la parte afilada, ya que con una navaja que sea muy corta de filo no se podrá cortar nada largo.
- Cuerda: unos metros de cuerda siempre pueden salvarte de alguna situación, pesa poco y ocupa poco espacio. Puede servir también para hacer una parihuela con dos palos y transportar así a un herido o lesionado.
- Linterna: es importante tener una, ya que nunca es seguro terminar la excursión antes del ocaso, incluyendo baterías y bombillas de repuesto.
- Silbato: si por accidente nos rompemos una pierna y no llevamos teléfono móvil, y nos tienen que buscar, o si se echa la niebla de repente y nos hemos separado y no vemos a nuestros compañeros, un silbato nos permitirá que seamos escuchados a larga distancia y casi sin esfuerzo. Casi no ocupa ni pesa, y solo debe ser usado en situación de emergencia.
- Varios: cámara fotográfica, teléfono móvil, mapa y brújula.
- Otros: crema protectora (solar y labial), repelente para insectos y pequeño botiquín.
- Recipiente estanco: para guardar los objetos que no deben mojarse.

## España
Mientras que el momento del nacimiento del senderismo a nivel Europeo se considera aquel en que Henri Viaux, un caminante francés, inauguró durante el año 1946-1947 la primera ruta pedestre que se podía recorrer con seguridad gracias a las indicaciones que impedían extraviarse, exenta de dificultades y que hacía, por ende, innecesario contar con un guía, en España, el hecho de señalizar senderos con el fin de facilitar su recorrido se había producido con anterioridad a 1972 en diversas partes de la geografía, pero siempre con carácter local. Se puede decir que el senderismo se introdujo en España a través de la llegada en 1972 de un escrito de la Association de Tourisme Pedestre de París a la Federación Española de Montañismo en el que se solicitaba la continuación del Sendero Europeo E-4 desde la frontera en Puigcerdá (Cataluña) hasta la parte meridional de la península ibérica.
Desde ese momento, y para dar respuesta a esa solicitud, se constituyó el Comité de Senderismo por iniciativa de Enric Aguadé Sans y Joan Cullel, y al final de dicho año de 1972 se celebró en León la asamblea anual de la Federación en la que se abordó dicha propuesta, decidiéndose transmitir el encargo a la Federación Catalana de Montañismo.
Al año siguiente, en 1973, se decidió adoptar el sistema francés de señalización y tomar la normativa del país vecino para desarrollar un borrador sobre normativa de señalización y aprobar el 1er Plan de Senderos.
En el año 1975, en concreto el día 2 de marzo, Enric Aguadé Sans y Joan Cullell pintan la primera marca blanca y roja en Tivisa (Tarragona, España), perteneciente al GR-7, que hoy en día se extiende hasta Tarifa y forma parte del Sendero Europeo E-4.
Aguadé fue una de las personas encargadas en aquel entonces de coordinar la señalización de los primeros 222 km de dicho itinerario. Pasaron solo unos meses para que la topoguía fuera editada. Fueron sin duda estos años 1972, 1973 y 1974 los que marcaron un hito en la historia del senderismo en España y Aguadé su protagonista más destacado.
Fueron los años 1970 la niñez del senderismo español, en la que se comenzaron a crear las delegaciones regionales de la Federación, y en la que el esfuerzo, la ilusión y el altruismo de los precursores de este deporte en España lograron vencer la falta de recursos económicos y de experiencia del momento. Fue sin duda el entorno de los Pirineos (Cataluña, Huesca, Navarra y País Vasco) la zona pionera del momento.
La década de 1980 fue la época del contagio del movimiento a las comunidades de Madrid y Valenciana y del desarrollo de los GR, existiendo al final de dicha década unos 8027 km de senderos marcados y con topoguía publicada. En esta década, se produce el fin de la época de Cullel al mando del senderismo federativo, pasando el testigo a Domingo Pliego.
En los años 1990, triunfaron los senderos PR. Fue la década de la consolidación, generalización y popularización del senderismo como deporte, y la época en la que dicho deporte transcendió del mundo montañero a la población en general.
En 1996, el País Vasco fue la primera comunidad autónoma que mediante un Decreto reguló la utilización de la señalización de senderos en su territorio. En 1997, se impartió por primera vez en el Puerto de Navacerrada (Madrid-Segovia) el curso de Técnico de Senderos, una titulación que unificaba los conocimientos adquiridos a lo largo de más de 20 años de experiencia.
A partir del año 2001, el mundo senderista siguió madurando en España, aumentando el número de senderos señalizados y también el número de usuarios. Comienza a estudiarse la repercusión de esta actividad en las áreas no urbanas y se determina su rentabilidad económica en el "Estudio de impacto socioeconómico y medioambiental del senderismo en la provincia de Huesca".
A día de hoy, existe en España una red de más de 60 000 km de senderos señalizados, desigualmente repartidos, y que se concentran en la zona peripirenaica (País Vasco, Navarra, Huesca, Cataluña), costa mediterránea norte (Valencia, Castellón, Tarragona y Barcelona), Cordillera Cantábrica (Asturias, León, Palencia, Burgos y Cantabria), centro (Madrid y Ávila) y sudeste (Granada, Almería y  Murcia).
En la actualidad, la homologación de las rutas en España corresponde a las federaciones autonómicas de montaña correspondientes, según sea el sendero, y conforme a la legislación vigente en las comunidades autónomas que la poseen.